# 太平哨镇
太平哨镇，是中华人民共和国辽宁省丹东市宽甸满族自治县下辖的一个乡镇级行政单位。

## 行政区划
太平哨镇下辖以下地区：
太平哨村、南吊幌子村、泡子沿村、保安村、石榴沟村、轿顶子村、刊川沟村、钓鱼台村、二龙渡村、坦甸子村和茧场村。